# Цёма, Любовь Александровна
Любовь Александровна Цёма (род. 19 мая 1963), в девичестве Кирюхина — советская и российская легкоатлетка, специалистка по бегу на средние дистанции. Выступала за сборные СССР и России в 1980-х и 1990-х годах, обладательница бронзовых медалей чемпионатов мира и Европы в дисциплине 800 метров, многократная победительница и призёрка первенств национального значения, участница летних Олимпийских игр в Атланте. Представляла Узбекскую ССР и Москву.

## Биография
Любовь Кирюхина родилась 19 мая 1963 года.
Впервые заявила о себе на международном уровне в сезоне 1979 года, когда вошла в состав советской национальной сборной и побывала на первенстве Европы среди юниоров в Быдгоще, откуда привезла награду бронзового достоинства, выигранную в программе эстафеты 4 × 400 метров.
В 1981 году на юниорском европейском первенстве в Утрехте взяла бронзу в беге на 800 метров и стала серебряной призёркой в эстафете 4 × 400 метров. На взрослом чемпионате СССР в Москве в составе команды Узбекской ССР выиграла бронзовую медаль в эстафете 4 × 800 метров.
На чемпионате СССР 1986 года в Киеве одержала победу в беге на 800 метров и получила бронзу в эстафете 4 × 400 метров. Заняла пятое место на Играх доброй воли в Москве, принимала участие в чемпионате Европы в Штутгарте, где с результатом 1:59,67 финишировала в финале седьмой. Позже на Спартакиаде народов СССР в Ташкенте вновь победила на дистанции 800 метров и в составе команды Москвы стала серебряной призёркой в эстафете 4 × 400 метров.
В 1987 году в беге на 800 метров выиграла бронзовые медали на зимнем чемпионате СССР в Пензе, на чемпионате Европы в помещении в Льевене и на чемпионате мира в помещении в Индианаполисе. На летнем чемпионате СССР в Брянске также взяла бронзу в дисциплине 800 метров, кроме того, стала серебряной призёркой в эстафетах 4 × 400 и 4 × 800 метров.
В 1989 году уже под фамилией Цёма выиграла серебряную медаль в эстафете 4 × 400 метров на чемпионате СССР в Горьком.
После распада Советского Союза вошла в состав российской национальной сборной, представляла Россию на крупных международных соревнованиях. Так, в 1996 году на чемпионате России в Санкт-Петербурге стала бронзовой призёркой в беге на 800 метров и тем самым удостоилась права защищать честь страны на летних Олимпийских играх в Атланте — в итоге сумела дойти здесь до стадии полуфиналов.
В 1997 году на чемпионате России в Туле победила на дистанции 800 метров и завоевала серебряную медаль в эстафете 4 × 400 метров. Выступая на чемпионате мира в Афинах, благополучно преодолела предварительный квалификационный этап, но затем провалила сделанный здесь допинг-тест — в её пробе обнаружили следы анаболического стероида станозолола. В итоге её результат был аннулирован, последовала дисквалификация сроком на два года.